# 蒙米拉勒
蒙米拉勒（法語：Montmiral，法語發音：[mɔ̃miʁal]）是法国德龙省的一个市镇，属于瓦朗斯区。

## 地理
蒙米拉勒（45°9'19"N, 5°8'59"E）面积26.69 平方千米，位于法国奥弗涅-罗讷-阿尔卑斯大区德龙省，该省份为法国东南部内陆省份，北起顺时针与伊泽尔省、上阿尔卑斯省、上普罗旺斯阿尔卑斯省、沃克吕兹省和阿尔代什省接壤。
与蒙米拉勒接壤的市镇（或旧市镇、城区）包括：帕尔南、圣洛朗多奈、萨瓦斯河畔圣米歇尔、蒙塔涅、瓦莱尔巴斯、圣安托万拉拜。

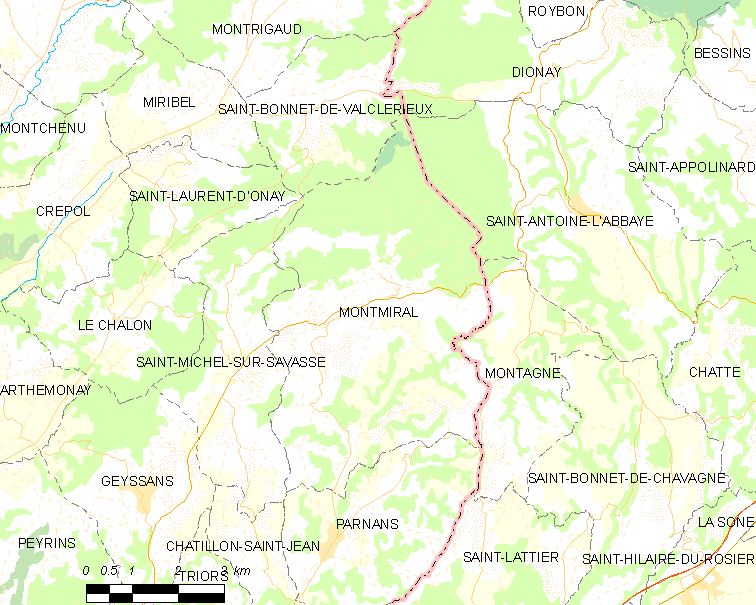
蒙米拉勒的OSM定位图

蒙米拉勒的时区为UTC+01:00、UTC+02:00（夏令时）。

## 行政
蒙米拉勒的邮政编码为26750，INSEE市镇编码为26207。

## 政治
蒙米拉勒所属的省级选区为丘陵德龙县。

## 人口

1962-2008年间蒙米拉勒人口变化图示

蒙米拉勒于2022年1月1日时的人口数量为659人。